# Juan Bianchi
Juan Bianchi (fl. XX secolo) è stato un calciatore argentino, di ruolo attaccante.

## Caratteristiche tecniche
Giocava come ala sinistra.

## Palmarès

### Nazionale
- Campeonato Sudamericano de Football: 1

Argentina 1925